# Christian Benjamin Uber
Christian Benjamin Uber (* 20. September 1746 in Breslau; † 1812 ebenda) studierte Rechtswissenschaft und war zuletzt Oberamts-Regierungsadvokat in Breslau. 
Während seines Studiums in Halle wurde er von Daniel Gottlob Türk musikalisch ausgebildet. Er war passionierter Musikliebhaber und talentierter Amateurmusiker. Regelmäßig veranstaltete er in seinem Haus Musikabende. Sein Wirken war bedeutend für die Musikentwicklung der Stadt Breslau. 

## Werke
- ein Singspiel
- eine Kantate
- eine Ode
- 7 Divertimenti für Kammerorchester
- 6 Cembalotrios
- einige Cembalosonaten

| Personendaten    | Personendaten                                               |
| ---------------- | ----------------------------------------------------------- |
| NAME             | Uber, Christian Benjamin                                    |
| KURZBESCHREIBUNG | deutscher Oberamts-Regierungsadvokat in Breslau und Musiker |
| GEBURTSDATUM     | 20. September 1746                                          |
| GEBURTSORT       | Breslau                                                     |
| STERBEDATUM      | 1812                                                        |
| STERBEORT        | Breslau                                                     |